# Il fango verde
Il fango verde (The Green Slime) è un film del 1968 diretto da Kinji Fukasaku.

## Trama
Un gruppo di astronauti è impegnato nella missione di distruggere un asteroide gigante in rotta di collisione con la Terra. Partiti dalla stazione orbitale terrestre chiamata Gamma 3, atterrano sull'asteroide e impiantano le cariche esplosive, e intanto uno degli astronauti nota sul suolo una strana melma verde che pulsa. Finito il lavoro, gli astronauti risalgono sull'astronave che riparte; il pianeta viene distrutto e ritornano alla stazione.
Purtroppo uno di loro ha inavvertitamente trasportato a bordo della stazione un grumo di melma verde, rimasto attaccato alla tuta spaziale. Per effetto dell'energia elettrica presente, la melma inizia a ribollire e a crescere, divenendo una inquietante schiuma dalla quale nascono mostri tentacolati con un solo occhio, che lanciano scariche elettriche mortali. L'equipaggio cerca di combattere i mostri con le armi laser in dotazione, ma scoprono che i mostri si nutrono dell'energia dei raggi, moltiplicandosi ancor più in fretta, poiché dal sangue delle ferite nascono nuove creature. I mostri sopraffanno la stazione, ma l'equipaggio continua a combattere per salvare la Terra.

## Produzione
Prodotto nel 1968 da Walter Manley e Ivan Reiner per la MGM. Fu girato in Giappone con attori prevalentemente americani della B Movie, fra i quali Robert Horton nella parte del Comandante, e Richard Jaeckel come Vice-Comandante, mentre l'attrice italiana Luciana Paluzzi, meglio conosciuta come la femme fatale in Agente 007 - Thunderball (Operazione tuono) (1965), impersonò la Dott.ssa Lisa Benson.
I due produttori, Manley e Reiner, avevano prodotto una serie di film di fantascienza diretti da Antonio Margheriti, I criminali della galassia (1965), I diafanoidi vengono da Marte (1966), Il pianeta errante (1966) e La morte viene dal pianeta Aytin (1967), tutti ambientati su una stazione spaziale chiamata Gamma Uno (la serie fu denominata Ciclo di Gamma Uno). Visto il successo riscontrato decisero di rendere Il fango verde quasi una quinta voce non ufficiale della serie chiamando la stazione spaziale Gamma 3 e realizzandola con un design simile a quello dei film di Margheriti.
La versione giapponese uscì il 19 dicembre 1968, col titolo Gamma 3: Operation Outer Space. Questa versione è più corta di 13 minuti, rispetto alla versione USA, uscita nel maggio del 1969. La versione italiana fu distribuita nell'agosto 1969 dalla Metro Goldwyn Mayer, con doppiaggio affidato alla cooperativa C.I.D.

## Influenza culturale
Il film è citato come fonte di ispirazione da Tom Wham per il suo gioco da tavolo The Awful Green Things from Outer Space.